# Chèque emploi service universel
Pour les articles homonymes, voir CESU.
 (décembre 2020).
Si vous disposez d'ouvrages ou d'articles de référence ou si vous connaissez des sites web de qualité traitant du thème abordé ici, merci de compléter l'article en donnant les références utiles à sa vérifiabilité et en les liant à la section « Notes et références ».
Le Chèque emploi service universel, couramment connu sous l'acronyme Cesu, est une offre simplifiée du réseau des URSSAF pour déclarer la rémunération des salariés à domicile (hors assistants maternels qui dépendent de Pajemploi). C’est également un moyen de paiement utilisé dans les emplois de services à la personne en France. Il est en vigueur depuis décembre 1994.
Le Cesu « déclaratif » est utilisé par les particuliers employeurs qui emploient directement un salarié à domicile. Le Cesu « préfinancé » est un mode de paiement servant à régler une prestation de services à la personne ou un salarié à domicile.

## Historique du dispositif
Le Chèque emploi-service (CES) est un dispositif de simplification administrative du réseau des Urssaf, créé en 1994, qui facilite la déclaration des salaires des employés de maison (ménage, soutien scolaire, petits travaux de jardinage, assistance aux personnes âgées et handicapées). En 1996, il était utilisé par 420 000 particuliers-employeurs. En 2017 on compte près de 2 millions d’employeurs utilisateurs.
À partir de janvier 2006, le chèque emploi-service (CES) devient le chèque emploi service universel (Cesu) Le Centre national du chèque emploi service universel (Cncesu) est installé au quartier Châteaucreux à Saint-Étienne depuis 1994. Il centralise toute l’activité recouvrement pour la partie Cesu déclaratif.
En 2003, le Cncesu est un des premiers organismes de la sphère publique nationale à s'investir massivement sur internet, et le site internet www.cesu.urssaf.fr est créé. Site d'information à l'origine, il deviendra très vite un site de déclaration. Un espace personnalisé est offert aux employeurs pour déclarer la rémunération de leur salarié. Les salariés peuvent y consulter leurs documents.
En 2012, sur le modèle du Cesu, le réseau des Urssaf crée le Titre particulier des employeurs étrangers (Tpee). Destiné aux employeurs non résidents fiscaux en France, cette offre 100 % en ligne leur permet de déclarer l’emploi de leur personnel de maison intervenant à leur adresse de résidence lors de leurs séjours en France.  
En  2013, le Cncesu et les partenaires du secteur des services à la personne (Fepem, Groupe Ircem, Pajemploi, Pôle-emploi, Caf, l’assurance retraite) collaborent dans la création du portail officiel du particulier employeur et du salarié  Net-particulier.fr. Cette offre en ligne est destinée à l’information et la mise en relation des particuliers employeurs et de leurs salariés.
En 2017, le site internet du Cesu est totalement repensé avec de nouvelles fonctionnalités.
La liste des emplois qui entrent dans le champ d’activité du Cesu a évolué au fil des années depuis la création du dispositif :
De 1994 à 2006 : seuls les métiers d’aide occasionnelle à caractère domestique ou familial effectués au domicile de l’employeur pouvaient être déclarés.
De 2006 à 2015 : à la faveur du « plan Borloo », instaurant le Chèque emploi service universel, le champ d’activité du Cesu est étendu et de nouveaux métiers y sont intégrés. Il est ainsi possible de déclarer certains services de confort, de petits travaux ou d’assistance à l’installation pour l’utilisation d’équipements domestiques. La liste est établie ainsi : ménage, repassage, préparation de repas, garde d’un malade, assistance aux personnes âgées ou handicapées, petits travaux de jardinage ou de bricolage, assistance informatique, assistance administrative, cours à domicile, soutien scolaire, maintenance, entretien de la résidence.
Depuis 2016 : le Cesu peut aussi être utilisé par les personnes dépendantes ayant recours à l’accueil familial.
Certaines catégories de salariés  doivent toujours être déclarées auprès de l’Urssaf sur www.urssaf.fr. C’est le cas par exemple d’un employé  au pair et des travailleurs occasionnels du bâtiment.

## Formes
L’acronyme Cesu est utilisé dans le cadre de deux dispositifs qu’il convient de distinguer : le Cesu déclaratif et le Cesu préfinancé.

### Le Cesu «déclaratif»
Le Cesu « déclaratif », offre de service simplifiée du réseau des Urssaf, permet à un particulier employeur de déclarer son salarié employé à domicile. Il concerne tous les particuliers ayant recours à du personnel à domicile, à temps plein ou à temps partiel pour être aidés dans leurs activités familiales et domestiques (ménage, soutien scolaire, assistance aux personnes âgées ou handicapées, etc.).
En utilisant le Cesu déclaratif, le particulier employeur bénéficie de nombreux avantages (voir article sur les particuliers employeurs)

### Cesu préfinancé
Le Cesu préfinancé est un titre spécial de paiement à montant prédéfini (comme un titre restaurant) identifié au nom du bénéficiaire et réservé au paiement de salaires ou de prestations de services à la personne ou de garde d'enfants. Abondé totalement ou partiellement, il donne ainsi accès à des services à moindre coût.
Cinq émetteurs sont habilités :
- Edenred (Accor Services) / Caisse d'épargne
- Groupe UP / Chèque Domicile
- Domiserve / La Banque postale
- Natixis Intertitres
- Sodexo

Le Cesu préfinancé est pris en charge en tout ou partie par les entreprises, les comités d'entreprise ou les employeurs publics pour leur personnel. Il peut également être versé par les collectivités territoriales, les organismes sociaux, les caisses de retraite, les organismes de prévoyance et d'action sociale, etc. à des bénéficiaires de prestations sociales destinées aux services à la personne ou à la garde d'enfants.
Le Cesu préfinancé permet à son bénéficiaire de payer : les prestations des organismes agréés de services à la personne, les salaires d'une personne employée par le particulier à son domicile, une structure mandataire agréée, chargée par le particulier employeur d'effectuer l'ensemble des formalités sociales, la garde d'enfants hors du domicile assurée par les assistantes maternelles agréées, les établissements (crèches, haltes-garderies, jardins d'enfants), les garderies périscolaires.
Si nécessaire, le bénéficiaire peut compléter son paiement en Cesu préfinancé par d'autres moyens de paiement.
Pour pouvoir encaisser les Cesu préfinancés, il faut d'abord être affilié au CR-CESU.

Seule la partie financée par le bénéficiaire ouvre un droit à réduction d'impôts. Ainsi, si l'employeur du bénéficaire est le financeur à 100%, alors le bénéficiaire ne pourra prétendre à aucun avantage fiscal.

### Le Cesu +
Entré en vigueur au 1er janvier 2020, dans le cadre de la réforme du prélèvement de l'impôt à la source, le CESU + est un service de l'URSSAF qui permet la gestion du versement des salaires après déduction de leur impôt des employés à domicile. L'employeur particulier déclare la rémunération de son salarié sur la plateforme en ligne du CESU, l'URSSAF se charge ensuite de prélever le montant du salaire, impôt déduit, sur le compte bancaire de l'employeur et de le verser sur le compte bancaire de l'employé.

### Le régulateur
[style à revoir]Le régulateur du chèque emploi service est l’État. Celui-ci décide par exemple du salaire minimum. Au 1er janvier 2021, le salaire minimum brut est de 11,28€ et le salaire minimum net est de 8,75€. Dans ces deux montants, sont inclus les 10% de congés payés.
L’État a également la main sur les cotisations sociales.
Au CESU, les cotisations salariales sont prélevées par l’employeur sur le salaire brut du salarié, pour le compte de l’URSSAF (CESU), représentent environ 22% du salaire brut. Les cotisations patronales représentent 42% du salaire brut. Elles sont payées par l’employeur au CESU qui les collecte pour l’URSSAF. Par exemple, si le salarié a un salaire brut mensuel de 500 €, il ne percevra en fait que 385 € car l'employeur lui aura retenu les cotisations sociales salariales (115 €). L’employeur devra, en plus, verser des cotisations sociales patronales (200 €).
Donc, pour un salaire brut mensuel de 500 €, le salarié a un salaire net mensuel de 385 € (500 – 115), mais coûte à l’employeur 700 € (500 + 200).
Tous les mois, l’employeur devra payer le total des cotisations sociales salariales et patronales, soit ici la somme de 315 € mensuels (115 + 200).
Pour améliorer la demande d’emploi à domicile, l’État a compris qu’il fallait faire bénéficier les employeurs de différents avantages comme le crédit d'impôt. En effet, il s'élève à 50% des dépenses réalisées dans l'année. Le crédit d'impôt s'appliquant au maximum de 12 000€ des dépenses effectuées.